# Olga (film, 2004)
Pour les articles homonymes, voir Olga.
Pour plus de détails, voir Fiche technique et Distribution.
Olga est un  film brésilien réalisé en 2004 par le réalisateur Jayme Monjardim, inspiré du livre sur la biographie d'Olga Benário, écrite par Fernando Morais. Olga est une jeune militante communiste allemande d'origine juive, épouse de l’homme politique brésilien Luís Carlos Prestes. Dans le film, on retrouve notamment Camila Morgado en tant que protagoniste, Caco Ciocler qui joue le rôle de Luís Carlos Prestes et Fernanda Montenegro dans le rôle de Dona Leocádia Prestes, la mère de Luís Carlos Prestes.
Olga fut un grand succès lors sa sortie le premier week-end au Brésil, 385 000 personnes se rendirent au cinéma pour assister au film. Le film reçut trois prix au Grand Prix Brésilien du Cinéma en 2005, mais eût cependant une réception quelque peu négative dans la presse brésilienne et allemande.

## Synopsis
Le film raconte l’histoire d'Olga Benário Prestes (Camila Morgado). Née à Munich en Allemagne en 1908 de parents juifs. Olga devient une militante communiste. Après avoir libéré son amoureux Otto Braun de prison, ils sont forcés de fuir vers l’Union soviétique, pays dans lequel ils reçoivent un entraînement de guérilla. Olga se distingue très vite parmi les membres du Parti communiste de l'Union soviétique où elle connaît Luís Carlos Prestes (Caco Ciocler), qui deviendra l’un des principaux chefs communistes du Brésil. En 1934, quand Luís Carlos Prestes retourne au Brésil, désigné par l'Internacional Communista (le Mouvement communiste international) pour diriger une révolution armée, Olga est désignée pour l’escorter. Bien sûr, pour survivre, ils doivent se cacher et vivre en clandestins tout en s’organisant pour déstabiliser le gouvernement de Getúlio Vargas (Osmar Prado). Pendant cette période, la relation amoureuse entre Olga et Prestes s’affirme et elle tombe enceinte en 1935.
Quand le mouvement révolutionnaire est détruit par les forces de Vargas, Olga et Prestes sont emprisonnés par le chef de police tortionnaire Filinto Müller (Floriano Peixoto). Voyant les rumeurs sur sa déportation se préciser, Olga déclara être enceinte et sollicita l’asile politique pour être mariée et enceinte de Prestes. Le gouvernement de Vargas, qui à ce moment-là sympathise avec la dictature de Adolf Hitler (Klaus Couto), déporte Olga, bien qu’elle fût enceinte de sept mois. Dans une prison allemande elle donne vie à une petite fille qu’elle baptise Anita Leocádia, en hommage à Dona Leocádia (Fernanda Montenegro), mère de Prestes. Après la période d’allaitement, la petite est retirée à Olga et remise à sa belle-mère. Après des années dans les camps de concentration, pendant lesquelles l’opinion publique internationale tenta d’innombrables tentatives pour la libérer, Olga meurt dans une chambre à gaz. La dernière lettre d'Olga ne parvint que des années plus tard à Prestes, dans laquelle elle lui fait tristement ses adieux.

## Production
Le film Olga prit huit ans pour arriver enfin dans les salles. En 1997, la productrice et scénariste Rita Buzzar a commencé la négociation pour l’obtention des droits de la biographie écrite par Fernando Morais. Avant cela, les droits étaient en la possession de Sílvio Tendler, un documentariste qui avait déjà adapté deux histoires provenant de livres au cinéma. En 1998 il fut annoncé qu’il y aurait une coproduction entre les films Globo Filmes et une société allemande, avec une partie du tournage en Europe.
À cette époque il fut aussi annoncé que le réalisateur serait Luiz Fernando Carvalho et aurait comme actrice Patrícia Pillar, avec le début du tournage en septembre de la même année, ce qui prit finalement cinq ans. Olga fut le premier film de Jayme Monjardim, spécialiste en telenovelas. Rita Buzzar avait déjà travaillé avec Monjardim dans le telenovela A História de Ana Raio e Zé Trovão en 1990.
Décidés à faire une reconstitution correcte du contexte historique, Monjardim et son équipe de production ont voyagé en Allemagne, où ils ont visité les endroits fréquentés par Olga et les  camps de concentration où elle fut prisonnière. Les décors furent reconstitués en studio au Brésil. Les scènes se passant à Rio de Janeiro ont été réalisées sur place.
La photographie est de Ricardo Della Rosa, qui pour ses débuts dans un long-métrage a réussi de façon brillante. La musique est de Marcus Viana, compositeur avec qui le réalisateur avait déjà travaillé en diverses occasions à la télévision.

## Fiche Technique
- Réalisation : Jayme Monjardim
- Scénario : Rita Buzzar
- Musique : Georges Auric, Hector Berlioz
- Distribution : Europa Filmes
- Pays d'origine : Brésil
- Langue : portugaise
- Durée : 141 minutes
- Date de sortie : 2004

## Distribution
- Camila Morgado : Olga Benário
- Renata Jesion : Elise Ewert Sabo
- Caco Ciocler : Luís Carlos Prestes
- Osmar Prado : Getúlio Vargas
- Floriano Peixoto : Filinto Muller
- Fernanda Montenegro : Dona Leocádia Prestes
- Luís Melo :  Léo Benário
- Anderson Müller :  Paul Gruber
- Murilo Rosa :  Estevan
- Werner Schünemann :  Arthur Ewert
- Guilherme Weber :  Otto Braun
- Mariana Lima :  Lígia Prestes
- Eliane Giardini :  Eugénie Benário
- Jandira Martini :  Sarah
- Milena Toscano : Hannah
- Klaus Couto : Adolf Hitler

## Récompenses
- Grande Prêmio do Cinema Brasileiro 2005 :
  - Meilleur chef décorateur pour Tiza de Oliveira
  - Meilleur costumes pour Paulo Lóes
  - Meilleur maquillage pour Marlene Moura